# Bahia de Todos os Deuses

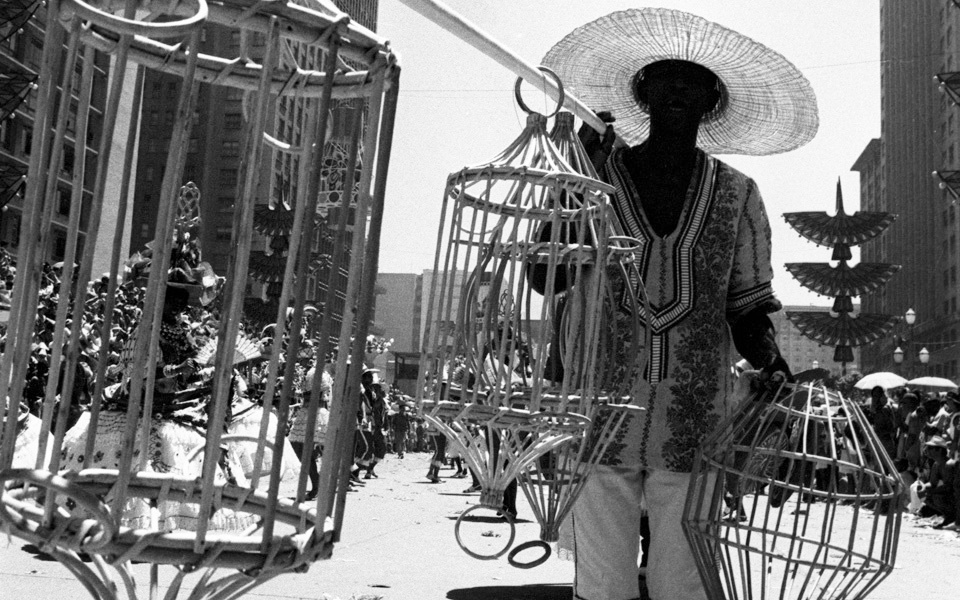

Bahia de todos os deuses foi o enredo apresentado pelo Salgueiro no desfile das escolas de samba do Rio de Janeiro de 1969, dando à escola o seu quarto título no carnaval do Rio de Janeiro.

## Enredo
A escolha do tema preocupou a comunidade do Salgueiro, já que havia uma superstição de que desfiles sobre a Bahia traziam azar.  
Os carnavalescos Arlindo Rodrigues e Fernando Pamplona, que naquele ano haviam sido também contratados para decorar o salão do Copacabana Palace para seu baile de carnaval, fizeram todas as peças em vermelho e branco. Depois do baile, que aconteceu no sábado, as decorações foram reaproveitadas como alegorias pelo Salgueiro, que desfilou no domingo.
Foi a primeira vez que uma escola de samba abordou o sincretismo religioso, mostrando a associação entre orixás e santos católicos nos terreiros de candomblé da Bahia. O resultado foi um reforço da ancestralidade africana e da cultura negra.

## O desfile
A escola foi a oitava a desfilar no dia 16 de fevereiro de 1969, na Candelária. Teve que se concentrar do lado direito, o que reforçou os temores: para muitos integrantes, aquele lado também trazia azar.
Laíla, diretor de carnaval e de harmonia, optou por levar à avenida uma escola com poucos componentes, de forma a encurtar o desfile e não cansar o público. A estratégia funcionou e no fim todos cantavam o refrão "Zum, zum, zum, capoeira mata um", enquanto o sol da manhã de segunda-feira fazia brilhar a alegoria de Iemanjá toda revestida de espelhos.

## Resultado
Na apuração, o Salgueiro ficou em primeiro lugar no Grupo 1, somando 129 pontos, contra 126 da vice-campeã Estação Primeira de Mangueira.

## Ficha técnica
- Presidente: Osmar Valença
- Enredo: Fernando Pamplona e Arlindo Rodrigues
- Carnavalescos: Fernando Pamplona e Arlindo Rodrigues
- Direção de carnaval: Laíla
- Direção de harmonia: Laíla
- Contingente: 2500 componentes
- Direção de bateria: Almir Guineto e Gavilan
- Ritmistas: 240
- 1º casal de mestre-sala e porta-bandeira: Estandília e Élcio PV[2]

## Samba-enredo
Os compositores foram Bala e Manuel Rosa. Na avenida, a intérprete foi Elza Soares.
| Ano  | Artista        | Álbum                        |
| ---- | -------------- | ---------------------------- |
| 1969 | Elza Soares    | Elza, Carnaval & Samba       |
| 1970 | Jair Rodrigues | Jair de Todos os Sambas      |
| 1993 | Quinho         | Escolas de Samba - Salgueiro |

## Reedições
O enredo foi reeditado pela Tradição em 2006. Também seria reeditado pela Viradouro em 2009, mas naquele ano o regulamento proibiu as reedições.